# Kvinnolek (1968)
Kvinnolek, även kallad Kom i min säng, är en svensk svartvit porrfilm från 1968 i regi av Börje Nyberg och Joseph W. Sarno. I rollerna ses bland andra Gun Falck, Gunilla Iwanson och Heinz Hopf.

## Om filmen
Inspelningen ägde rum i Stockholm med Åke Dahlqvist som fotograf. Filmen premiärvisades den 7 augusti 1968 på biograf Röda Kvarn i Boden och hade Stockholmspremiär först 3 februari året efter. Inför den sistnämnda premiären hade filmen bytt namn till Kom i min säng, då ordet säng av distributören ansågs vara mer säljande. Filmen har även distribuerats till Västtyskland med titeln Mich will jeder och i USA under titlarna To Ingrid, My Love, Lisa, Yes, Count the Possibilities och Yes!. Filmen innehöll ursprungligen en lesbisk sexscen, vilken stoppades av den svenska censuren.

## Handling
Lisa Holmberg är en icke framgångsrik, alkoholiserad modedesigner som är känslomässigt otillfredsställd. Hon hyr ett hus på landet för att vila upp sig och träffar där Ingrid, som hon attraheras av. Ingrid flyttar till Lisa i stan och genomgår ett sexuellt uppvaknande, där hon har många tillfälliga partners. Ingrid förför till slut Lisa.

## Rollista
- Gun Falck – Lisa Holmberg, modedesigner
- Gunilla Iwanson – Ingrid Lund
- Heinz Hopf – Nils Vennberg, Lisas medarbetare
- Lars Lind	– Lars Holmberg, Lisas bror
- Mimi Nelson – Ingrids mamma
- Sten Ardenstam – Ingrids pappa
- Rose-Marie Nilsson – Nina, Lars fästmö
- Rex Brådhe – Harald, Ingrids pojkvän
- Thomas Ungewitter	– Jarl, en kavaljer
- Ittla Frodi – värdinna på party
- Ulf Brunnberg – man som dansar
- Pierre Lindstedt – en man på gatan
- Nalle Knutsson
- Synnöve Liljebäck
- Christer Mörner
- Anette Arvidsson
- Ove Lindqvist
- Esko Kilpiö